# أندرياس جوتشلك
أندرياس جوتشلك (بالألمانية: Andreas Gottschalk) (و. 1815 – 1849 م) هو سياسي، وثوري، وطبيب ألماني، ولد في دوسلدورف، توفي في كولونيا، عن عمر يناهز 34 عاماً.